# Lista de estádios de futebol do Rio Grande do Norte
Esta é uma lista dos estádios de futebol do Rio Grande do Norte.

## Estádios de Natal
| Estádio                                | Nome popular         | Capacidade | Localidade           | Proprietário                             | Time                                         | Inauguração           | Ref   |
| -------------------------------------- | -------------------- | ---------- | -------------------- | ---------------------------------------- | -------------------------------------------- | --------------------- | ----- |
| Arena das Dunas                        | Arena Marinho Chagas | 31.375     | Bairro da Lagoa Nova | Parceria público-privada                 | ABC e América de Natal                       | 26 de janeiro de 2014 |       |
| Campo do ARA                           |                      |            |                      |                                          |                                              |                       |       |
| Estádio Juvenal Lamartine              | JL                   | 5.000      | Bairro do Tirol      | Federação Norte-rio-grandense de Futebol | Alecrim, América de Natal e Atlético Potengi | 12 de outubro de 1928 | [ 1 ] |
| Estádio Maria Lamas Farache            | Frasqueirão          | 18.000     | Ponta Negra          | ABC                                      | ABC                                          | 22 de janeiro de 2006 |       |
| Estádio Municipal José Pascoal de Lima | Arena Esperança      |            | Cidade da Esperança  | Prefeitura de Natal                      | QFC                                          |                       | [ 2 ] |

## Estádios daRegião Metropolitanae interior
| Estádio                                    | Nome popular                         | Capacidade | Localidade                            | Proprietário                             | Time                                                                              | Inauguração            | Ref |
| ------------------------------------------ | ------------------------------------ | ---------- | ------------------------------------- | ---------------------------------------- | --------------------------------------------------------------------------------- | ---------------------- | --- |
| Estadio Antonio Lopes Filho                |                                      |            | Apodi                                 |                                          | Apodi EC                                                                          |                        |     |
| Arena América                              |                                      | 5.000      | Bairro de Santa Tereza, em Parnamirim | América de Natal                         | América de Natal                                                                  | 21 de dezembro de 2019 |     |
| Estadio Benedito Bezerra Lins              | Bezerrão                             | 3.000      | Jardim de Piranhas                    |                                          | Real Independente                                                                 |                        |     |
| Estadio Djalma Marinho                     |                                      |            | Nova Cruz                             |                                          |                                                                                   |                        |     |
| Estadio Municipal Senador Domício da Silva | Domição                              |            | Senador Elói de Souza                 |                                          | Cruzeiro de Macaíba                                                               |                        |     |
| Estádio Edgar Borges Montenegro            | Edgarzão                             |            | Bairro do Farol, em Assu              | Liga Açuense de Desportos                | ASSU                                                                              | 12 de outubro de 2001  |     |
| Estádio Francisco Leonardo de Medeiros     | Medeirão                             | 6.000      | Baraúna                               |                                          | Seleção Municipal de Baraúna                                                      |                        |     |
| Estádio Dr. Gentil Fernandes               |                                      | 3.000      | Areia Branca                          | Prefeitura de Areia Branca               | Areia Branca FC                                                                   |                        |     |
| Estádio Municipal Eloy de Souza            |                                      | 10.000     | Senador Elói de Souza                 |                                          | Alecrim e Cruzeiro de Macaíba                                                     | 2012                   |     |
| Estádio Municipal José de Anchieta Freire  | Estádio Municipal de Upanema Freirão |            | Upanema                               |                                          | Upanema FC                                                                        |                        |     |
| Estádio Iberê Ferreira de Souza            | Iberezão                             | 7.000      | Santa Cruz                            | Prefeitura de Santa Cruz                 | Santa Cruz                                                                        | 1 de novembro de 2003  |     |
| Estádio Joacy Fonseca                      |                                      | 5.000      | Ipanguaçu                             | Prefeitura de Ipanguaçu                  | Vale do Açu                                                                       | 25 de abril de 1992    |     |
| Estádio José Jorge Maciel                  | Jorjão                               | 4.000      | Macaíba                               | Prefeitura de Macaíba                    | Cruzeiro de Macaíba                                                               | 8 de dezembro de 1953  |     |
| Estádio José Nazareno do Nascimento        | Nazarenão                            | 7.000      | Bosque das Palmeiras, em Goianinha    | Prefeitura de Goianinha                  | Atlético Potengi, Laguna e Palmeira                                               | 19 de junho de 2007    |     |
| Estádio Josenildo Cavalcante               |                                      | 6.000      | Jardim de Piranhas                    | Prefeitura de Jardim de Piranhas         | Atlético Piranhas                                                                 |                        |     |
| Estádio Laurentino Bezerra                 |                                      |            | Parelhas                              |                                          | Centenário                                                                        |                        |     |
| Estádio Luís Rios Bacurau                  | Alçapão do Touro Ninho do Periquito  | 5.000      | São Gonçalo do Amarante               |                                          | Alecrim, Atlético Potengi e São Gonçalo                                           |                        |     |
| Estádio Manoel Dantas Barretto             | Barrettão                            | 10.000     | Ceará-Mirim                           | Marconi Barretto                         | Alecrim, América de Natal, Atlético Potiguar, Força e Luz e Globo                 | 9 de maio de 2013      |     |
| Estádio Manoel Leonardo Nogueira           | Nogueirão                            | 5.000      | Bairro de Nova Betânia, em Mossoró    | Prefeitura de Mossoró                    | Baraúnas, Mossoró EC e Potiguar                                                   | 4 de junho de 1967     |     |
| Estadio Municipal Abelardo Rodrigues       | Abelardão                            |            | Alto do Rodrigues                     | Prefeitura de Alto do Rodrigues          | Alto do Rodrigues FC                                                              |                        |     |
| Estádio Municipal Coronel José Bezerra     | Bezerrão                             | 2.000      | Currais Novos                         | Prefeitura de Currais Novos              | Currais Novos EC, Potyguar Seridoense e Seleção de Currais Novos                  | 6 de janeiro de 1957   |     |
| Estádio Municipal José Azougue             | Azougão                              |            | Serra Negra do Norte                  |                                          | Esporte de Patos e Pombal EC                                                      |                        |     |
| Estádio Municipal Nazareno de Souza Dantas |                                      |            | Vera Cruz                             |                                          |                                                                                   |                        |     |
| Estádio Municipal de Guamaré               | Pajezão                              |            | Guamaré                               |                                          | Guamaré e Vila Nova                                                               |                        |     |
| Estádio Nove de Janeiro                    |                                      | 2.000      | Pau dos Ferros                        | Prefeitura de Pau dos Ferros             | Centenário Pauferrense e Pauferrense                                              | 28 de janeiro de 1972  |     |
| Estádio Nove de Outubro                    |                                      |            | Areia Branca                          |                                          |                                                                                   |                        |     |
| Estádio Pio X Fernandes                    | Piozão                               | 3.000      | Major Sales                           |                                          | Primo Fernandes                                                                   |                        |     |
| Estádio Raimundo Leão                      |                                      |            |                                       |                                          |                                                                                   |                        |     |
| Estádio Senador Dinarte Mariz              | Marizão                              | 7.000      | Caicó                                 | Governo do Estado do Rio Grande do Norte | Corintians de Caicó                                                               |                        |     |
| Estádio Tenente Luiz Gonzaga               | Gonzagão                             | 3.000      |                                       | Liga de Futebol de Parnamirim            | Parnamirim SC, Potiguar de Parnamirim, São Paulo,Sport Parnamirim e Visão Celeste |                        |     |
| Estádio Walter Bichão                      |                                      | 3.500      | Macau                                 | Prefeitura de Macau                      | Macau EC                                                                          |                        |     |